# نیکولتا المی
نیکولتا اِلمی (ایتالیایی: Nicoletta Elmi؛ زادهٔ ۱۳ فوریهٔ ۱۹۶۴) بازیگر اهل ایتالیا است.
از فیلم‌ها یا برنامه‌های تلویزیونی که وی در آن نقش داشته است، می‌توان به فرانکشتاین اندی وارهول، مرگ در ونیز، شیاطین، قرمز تیره و بوم‌شناسی جنایت اشاره کرد.